# Lista de distritos e bairros de Florianópolis
Os distritos e bairros da cidade de Florianópolis são, em parte, definidos por leis municipais específicas, que levam em conta aspectos legais, culturais e geográficos. A lei nº 739 definiu os bairros como "subdivisões que possuem uma identidade própria e cujos habitantes partilham um sentido de pertencimento local, reconhecido pelos demais habitantes do município e pelo Poder Público municipal", com a oficialização a ser definida por ato oficial pelo poder público.
A primeira das leis definidoras dos distritos da capital catarinense é a Lei nº 4805, que estabeleceu doze distritos oficiais nas cinco regiões da cidade - norte, sul, leste, central e continental - estas duas últimas regiões eram parte de um único distrito, o Distrito de Florianópolis ou Distrito Sede. Recentemente, a lei nº 739, de revisão do Plano Diretor, dividiu o distrito do Ribeirão da Ilha, no sul, criando o distrito da Tapera da Base, e dividiu o Distrito Sede nos seus antigos subdistritos, Estreito e Coqueiros, no continente, e Centro, Trindade, Saco Grande e Saco dos Limões, na ilha, chegando a um total de dezoito distritos. Enquanto os distritos estão bem estabelecidos, há, no entanto, uma falta de clareza legal sobre os bairros fora das regiões central e continental.
Isso se dá pois a única legislação sobre o assunto em Florianópolis é a Lei nº 5504, que define apenas os bairros do antigo Distrito Sede, o que torna estes os únicos realmente oficiais - e ao mesmo tempo, acaba tornando não oficiais áreas que são chamadas popularmente de bairros, como o Bairro de Fátima ou a Prainha.
Por enquanto, nas outras regiões da cidade, os limites de bairros não tem qualquer definição legal - a prefeitura, no entanto, usa algumas divisões para sua organização interna chamadas Unidades Territoriais de Planejamento (UTP) e Unidades Espaciais de Planejamento (UEP), sendo a primeira referente as bacias hidrográficas, e a segunda similar a limites de bairro. São os nomes e áreas das UEPs que são usadas, por exemplo, pelo IBGE quando não há um nome de bairro oficializado para a realização do Censo. As UEPs, apesar de serem costumeiramente confundidas na mídia como tal, não são uma definição correta dos limites de bairro - vários bairros são divididos em mais de uma UEP como Ingleses, Rio Tavares e Campeche.

## Distritos e subdistritos
Foram definidos pelas leis nº 4805 e nº 739 dezoito distritos.
|                                                                               | Distrito                 | Região     | Divisões         | População (Censo 2022) |
| ----------------------------------------------------------------------------- | ------------------------ | ---------- | ---------------- | ---------------------- |
| 1                                                                             | Estreito                 | Continente | Sete bairros     | 68.805                 |
| 2                                                                             | Trindade                 | Central    | Cinco bairros    | 67.537                 |
| 3                                                                             | Centro ou Distrito Sede  | Central    | Três bairros     | 64.475                 |
| 4                                                                             | Ingleses do Rio Vermelho | Norte      | Cinco divisões*  | 49.820                 |
| 5                                                                             | Campeche                 | Sul        | Onze divisões*   | 45.907                 |
| 6                                                                             | São João do Rio Vermelho | Leste      | Sem divisões     | 30.004                 |
| 7                                                                             | Saco dos Limões          | Central    | Dois bairros     | 27.927                 |
| 8                                                                             | Canasvieiras             | Norte      | Oito divisões*   | 24.767                 |
| 9                                                                             | Coqueiros                | Continente | Quatro bairros   | 24.213                 |
| 10                                                                            | Tapera da Base           | Sul        | Seis divisões*   | 23.955                 |
| 11                                                                            | Cachoeira do Bom Jesus   | Norte      | Sete divisões*   | 23.224                 |
| 12                                                                            | Saco Grande              | Central    | Três bairros     | 22.872                 |
| 13                                                                            | Ribeirão da Ilha         | Sul        | Seis divisões*   | 10.672                 |
| 14                                                                            | Lagoa da Conceição       | Leste      | Sete divisões*   | 9.846                  |
| 15                                                                            | Pântano do Sul           | Sul        | Quatro divisões* | 9.192                  |
| 16                                                                            | Santo Antônio de Lisboa  | Norte      | Cinco divisões*  | 7.673                  |
| 17                                                                            | Barra da Lagoa           | Leste      | Duas divisões*   | 5.691                  |
| 18                                                                            | Ratones                  | Norte      | Duas divisões*   | 2.883                  |
| *As divisões são baseadas nas UEPs e nem sempre são equivalentes aos bairros. |                          |            |                  |                        |

## Bairros
O Censo Demográfico de 2022 divulgou uma lista de bairros com população, usando as definições de bairro da Lei nº 5504 para os bairros das regiões central e continental e, na falta da lei para as outras partes da cidade, foi usado pelo IBGE como nome de bairro o nome da Unidades Espaciais de Planejamento (UEP) da prefeitura equivalente a área. A divisão em UEPs não foi criada com esse objetivo, e assim, várias delas são apenas partes dos bairros como são conhecidos pela população ou definições arbitrárias.
|    | Bairro (ou UEP)              | Distrito                 | Região     | População (Censo 2022) |
| -- | ---------------------------- | ------------------------ | ---------- | ---------------------- |
| 1  | Centro                       | Centro                   | Central    | 42.308                 |
| 2  | Capivari                     | Ingleses do Rio Vermelho | Norte      | 31.412                 |
| 3  | Rio Vermelho                 | São João do Rio Vermelho | Leste      | 30.004                 |
| 4  | Itacorubi                    | Trindade                 | Central    | 23.593                 |
| 5  | Trindade                     | Trindade                 | Central    | 22.250                 |
| 6  | Capoeiras                    | Estreito                 | Continente | 18.823                 |
| 7  | Agronômica                   | Centro                   | Central    | 18.675                 |
| 8  | Saco dos Limões              | Saco dos Limões          | Central    | 17.665                 |
| 9  | Coqueiros                    | Coqueiros                | Continente | 13.396                 |
| 10 | Jardim Atlântico             | Estreito                 | Continente | 12.773                 |
| 11 | Córrego Grande               | Trindade                 | Central    | 12.723                 |
| 12 | Tapera da Base               | Tapera da Base           | Sul        | 12.454                 |
| 13 | Canasvieiras                 | Canasvieiras             | Norte      | 11.983                 |
| 14 | Monte Cristo                 | Estreito                 | Continente | 11.219                 |
| 15 | Costeira do Pirajubaé        | Saco dos Limões          | Central    | 10.262                 |
| 16 | Saco Grande                  | Saco Grande              | Central    | 9.313                  |
| 17 | Estreito                     | Estreito                 | Continente | 9.290                  |
| 18 | Ingleses Centro              | Ingleses do Rio Vermelho | Norte      | 7.870                  |
| 19 | Abraão                       | Coqueiros                | Continente | 7.717                  |
| 19 | Pantanal                     | Trindade                 | Central    | 7.599                  |
| 20 | Campeche Sul                 | Campeche                 | Sul        | 7.572                  |
| 21 | Monte Verde                  | Saco Grande              | Central    | 7.525                  |
| 22 | Campeche Central             | Campeche                 | Sul        | 7.248                  |
| 23 | Canto                        | Estreito                 | Continente | 6.509                  |
| 24 | Campeche Leste               | Campeche                 | Sul        | 6.063                  |
| 25 | João Paulo                   | Saco Grande              | Central    | 6.034                  |
| 26 | Rio Tavares Central          | Campeche                 | Sul        | 5.867                  |
| 27 | Barra da Lagoa               | Barra da Lagoa           | Leste      | 5.691                  |
| 28 | Balneário                    | Estreito                 | Continente | 5.674                  |
| 29 | Vargem do Bom Jesus          | Cachoeira do Bom Jesus   | Norte      | 5.380                  |
| 30 | Carianos                     | Tapera da Base           | Sul        | 5.248                  |
| 31 | Jurere Leste                 | Canasvieiras             | Norte      | 5.234                  |
| 32 | Campeche Norte               | Campeche                 | Sul        | 5.082                  |
| 33 | Lagoa                        | Lagoa da Conceição       | Leste      | 5.052                  |
| 34 | Cachoeira do Bom Jesus Leste | Cachoeira do Bom Jesus   | Norte      | 5.020                  |
| 35 | Santinho                     | Ingleses do Rio Vermelho | Norte      | 4.993                  |
| 36 | Vargem Grande                | Cachoeira do Bom Jesus   | Norte      | 4.899                  |
| 37 | Coloninha                    | Estreito                 | Continente | 4.517                  |
| 38 | Alto Ribeirão Leste          | Ribeirão da Ilha         | Sul        | 4.410                  |
| 39 | Ponta das Canas              | Cachoeira do Bom Jesus   | Norte      | 4.326                  |
| 40 | Ressacada                    | Tapera da Base           | Sul        | 3.893                  |
| 41 | Armação                      | Pântano do Sul           | Sul        | 3.780                  |
| 42 | Pântano do Sul               | Pântano do Sul           | Sul        | 3.534                  |
| 43 | José Mendes                  | Centro                   | Central    | 3.492                  |
| 44 | Ingleses Sul                 | Ingleses do Rio Vermelho | Norte      | 3.344                  |
| 45 | Morro das Pedras             | Campeche                 | Sul        | 3.222                  |
| 46 | Lagoa Pequena                | Campeche                 | Sul        | 3.183                  |
| 47 | Alto Ribeirão                | Ribeirão da Ilha         | Sul        | 2.985                  |
| 48 | Rio Tavares do Norte         | Campeche                 | Sul        | 2.876                  |
| 49 | Cachoeira do Bom Jesus       | Cachoeira do Bom Jesus   | Norte      | 2.732                  |
| 50 | Jurere Oeste                 | Canasvieiras             | Norte      | 2.603                  |
| 51 | Moenda                       | Campeche                 | Sul        | 2.588                  |
| 52 | Vargem de Fora               | Canasvieiras             | Norte      | 2.428                  |
| 53 | Ingleses Norte               | Ingleses do Rio Vermelho | Norte      | 2.201                  |
| 54 | Santo Antônio                | Santo Antônio de Lisboa  | Norte      | 2.021                  |
| 55 | Porto da Lagoa               | Lagoa da Conceição       | Leste      | 1.856                  |
| 56 | Barra do Sambaqui            | Santo Antônio de Lisboa  | Norte      | 1.855                  |
| 57 | Sambaqui                     | Santo Antônio de Lisboa  | Norte      | 1.845                  |
| 58 | Itaguaçu                     | Coqueiros                | Continente | 1.761                  |
| 59 | Ratones                      | Ratones                  | Norte      | 1.673                  |
| 60 | Ribeirão da Ilha             | Ribeirão da Ilha         | Sul        | 1.579                  |
| 61 | Açores                       | Pântano do Sul           | Sul        | 1.562                  |
| 62 | Cacupé                       | Santo Antônio de Lisboa  | Norte      | 1.494                  |
| 63 | Santa Mônica                 | Trindade                 | Central    | 1.372                  |
| 64 | Bom Abrigo                   | Coqueiros                | Continente | 1.339                  |
| 65 | Autódromo                    | Campeche                 | Sul        | 1.312                  |
| 66 | Vargem Pequena               | Ratones                  | Norte      | 1.210                  |
| 67 | Morro do Peralta             | Tapera da Base           | Sul        | 1.177                  |
| 68 | Retiro                       | Lagoa da Conceição       | Leste      | 1.162                  |
| 69 | Daniela                      | Canasvieiras             | Norte      | 1.088                  |
| 70 | Canto da Lagoa               | Lagoa da Conceição       | Leste      | 954                    |
| 71 | Pedrita                      | Campeche                 | Sul        | 894                    |
| 72 | Jurerê                       | Canasvieiras             | Norte      | 886                    |
| 73 | Caiacanga                    | Ribeirão da Ilha         | Sul        | 789                    |
| 74 | Tapera                       | Tapera da Base           | Sul        | 754                    |
| 75 | Costeiro do Ribeirão         | Ribeirão da Ilha         | Sul        | 657                    |
| 76 | Lagoinha do Norte            | Cachoeira do Bom Jesus   | Norte      | 571                    |
| 77 | Recanto dos Açores           | Santo Antônio de Lisboa  | Norte      | 458                    |
| 78 | Base Aérea                   | Tapera da Base           | Sul        | 429                    |
| 79 | Canto do Lamim               | Canasvieiras             | Norte      | 375                    |
| 80 | Canto dos Araçás             | Lagoa da Conceição       | Leste      | 333                    |
| 81 | Dunas da Lagoa               | Lagoa da Conceição       | Leste      | 311                    |
| 82 | Praia Brava                  | Cachoeira do Bom Jesus   | Norte      | 296                    |
| 83 | Caieira                      | Ribeirão da Ilha         | Sul        | 252                    |
| 84 | Rio das Pacas                | Pântano do Sul           | Sul        | 226                    |
| 85 | Praia Mole                   | Barra da Lagoa           | Leste      | 178                    |
| 86 | Forte                        | Canasvieiras             | Norte      | 170                    |